# Wald-Erlenbach
Wald-Erlenbach ist ein Odenwälder Stadtteil von Heppenheim (Bergstraße) im südhessischen Landkreis Bergstraße.

## Geographische Lage
Die Ortschaft hat eine eigentümliche Lage im Vorderen Odenwald in einem kleinen Talkessel, der in West-Ost-Richtung von dem wasserreichen Pfalzbach, der auch als Lörzenbach bekannt ist, in Richtung Weschnitz durchflossen wird. Mit der geographischen Eigentümlichkeit hängt es zusammen, dass in Wald-Erlenbach eine alte Heilquelle war, die jetzt allerdings ganz verschüttet ist.

## Geschichte

### Von den Anfängen bis zum 18. Jahrhundert
Der früheste erhalten gebliebene urkundliche Nachweis belegt das Bestehen des Ortes Erlebach seit dem Jahr 1409, als Haneman von Weinheim das Dorf mit allem Zubehör als Mannlehen von dem Schenken Johannes II. von Erbach-Reichenberg zu Fürstenau empfing. Aus diesem Grund feierte der Ort 2009 sein 600-jähriges Bestehen.
Im Mittelalter gehörten Wald-Erlenbach zusammen mit fünf weiteren Orten als Filialdorf zur Villa Heppenheim. Diese sechs Orte waren neben Sonderbach, Ober- und Unterhambach, Erbach und Kirschhausen. Die Hofgüter dieser Ortschaften verfügten über genügend Ressourcen wie Wald, Äcker und Wasser um eigenständige Einheiten zu bilden, waren aber über eine Markgemeinschaft eng mit Heppenheim verbunden. In kirchlicher Hinsicht gehörten die Einwohner zu Peterskirche Heppenheim.
Wald-Erlenbach gehörte zu den Besitzungen des Klosters Lorsch, das 772 zur Reichsabtei erhoben wurde und damit dem König bzw. Kaiser direkt unterstellt war. Am 20. Januar 773 schenkte Karl der Große die Stadt Heppenheim nebst dem zugehörigen Bezirk, der ausgedehnten „Mark Heppenheim“, in dem Wald-Erlenbach später entstanden, dem Reichskloster.
Am 12. Mai 1012 verlieh in Bamberg König Heinrich II. auf Bitten des Lorscher Abts Bobbo den Forst- und Wildbann innerhalb der Mark Michelstadt und der Mark Heppenheim dem Kloster Lorsch auf ewig. Dies erfolgte vor allem mit dem Ziel, die Urbanisierung des vorderen Odenwaldes, der damals noch weitgehend aus Urwald bestand, voranzutreiben. Die Kultivierungsarbeiten wurden vermutlich von dem 1071 reaktivierten Kloster Altenmünster, aus dem Kloster Lorsch gegründet wurde, organisiert. Im Zuge dieser Maßnahmen dürften zumindest die meisten der sechs Heppenheimer Filialdörfer entstanden sein. Genauere Angaben über die Filialdörfer, die nur aus vereinzelten Gehöften bestanden haben dürften, sind erst aus dem Jahr 1566 überliefert. Hier werden 116 Herdstätten für die fünf Siedlungen genannt.
Der Blütezeit des Klosters folgte im 11. und 12. Jahrhundert sein Niedergang. Während des Investiturstreits – von 1076 (Reichstag in Worms) bis 1122 (Wormser Konkordat) – mussten viele Besitzungen an den Adel abgegeben werden. Im späten 12. Jahrhundert wurde mit der Aufzeichnung der alten Besitzurkunden versucht, die Verwaltung zu reorganisieren (Lorscher Codex).
Dennoch unterstellte 1232 Kaiser Friedrich II. die Reichsabtei Lorsch dem Erzbistum Mainz und seinem Bischof Siegfried III. von Eppstein zur Reform. Die Benediktiner widersetzten sich der angeordneten Reform und mussten deshalb die Abtei verlassen und wurden durch Zisterzienser aus dem Kloster Eberbach ersetzt. Danach gab es schwere Auseinandersetzungen zwischen dem Erzbistum Mainz und der Kurpfalz als Inhaber der Vogtei, die erst 1247 durch einen Vergleich beigelegt werden konnten. Darin konnte sich die Kurpfalz durchsetzen und behielt die mit der Vogtei verbundenen Rechte. 1248 wurden die Zisterzienser-Mönche durch Prämonstratenser aus dem Kloster Allerheiligen ersetzt und von da an hatte das Kloster Lorsch den Status einer Propstei.
1267 wurde erstmals ein Burggraf auf der Starkenburg (über Heppenheim) genannt, der auch das „Amt Starkenburg“, zu dem Walderlenbach zählte, verwaltete. Die Hohe Gerichtsbarkeit wurde von der „Zent Heppenheim“ ausgeübt, deren oberster Richter ebenfalls der Burggraf war.
Die nächste erhalten gebliebene Erwähnung Walderlenbachs stammt aus dem Jahr 1414, als der Pfalzgraf Ludwig III. dem Schenk Konrad von Erbach mit dem Zehnten zu Erlebach belehnte.
Im Verlauf der für Kurmainz verhängnisvollen Mainzer Stiftsfehde wurde das Amt Starkenburg an Kurpfalz wiedereinlöslich verpfändet und blieb anschließend für 160 Jahre pfälzisch. Pfalzgraf Friedrich ließ sich für seine Unterstützung von Erzbischof Dieter – im durch die Kurfürsten am 19. November 1461 geschlossenen „Weinheimer Bund“ – das „Amt Starkenburg“ verpfänden, wobei Kurmainz das Recht erhielt, das Pfand für 100.000 Pfund wieder einzulösen.
In den Anfängen der Reformation sympathisierten die pfälzischen Herrscher offen mit dem lutherischen Bekenntnis, aber erst unter Ottheinrich (Kurfürst von 1556 bis 1559) erfolgte der offizielle Übergang zur lutherischen Lehre. Danach wechselten seine Nachfolger und gezwungenermaßen auch die Bevölkerung mehrfach zwischen der lutherischen und  reformierten Konfession. Als Folge der Reformation hob die Kurpfalz 1564 das Kloster Lorsch auf. Die bestehenden Rechte wie Zehnten, Grundzinsen, Gülten und Gefälle des Klosters Lorsch wurden fortan durch die „Oberschaffnerei Lorsch“ wahrgenommen und verwaltet.
Aus dem Jahr 1613 ist bekannt, dass die Leibeigenen von Waldmichelbach zum pfälzischen Haus Lindenfels behörten.
Im Laufe des Dreißigjährigen Krieges (1618–1648) eroberten spanische Truppen der „Katholischen Liga“ die Region und stellten 1623 die Kurmainzer Herrschaft wieder her. Die durch die Pfalzgrafen eingeführte Reformation wurde daraufhin weitgehend rückgängig gemacht und die Bevölkerung musste zur katholischen Kirche zurückkehren. Zwar zogen sich die spanischen Truppen nach zehn Jahren vor den anrückenden Schweden zurück, aber nach der katastrophalen Niederlage der Evangelischen in der Nördlingen 1634 verließen auch die Schweden die Bergstraße und mit dem Schwedisch-Französischen Krieg begann ab 1635 das blutigste Kapitel des Dreißigjährigen Krieges. Aus der Region berichteten die Chronisten aus jener Zeit: „Pest und Hunger wüten im Land und dezimieren die Bevölkerung, sodass die Dörfer öfters völlig leer stehen“. Mit dem Westfälischen Frieden von 1648 wurde die Einlösung der Pfandschaft endgültig festgeschrieben.
Nach Ende des Krieges wurde 1650 die Pfandsumme an Kurpfalz zurückgezahlt und der Bezirk des Oberamtes Starkenburg gehörte auch formal wieder zu Kurmainz. Bereits 50 Jahre nach Ende des Dreißigjährigen Krieges hatte die Region erneut schwer unter Kriegsfolgen zu leiden, als Frankreich versuchte im Pfälzischen Erbfolgekrieg seine Grenzen nach Osten zu verschieben. Erst mit dem Frieden von Rijswijk 1697, zogen sich die Franzosen hinter den Rhein zurück.
Als es 1782 zu einer Umstrukturierung im Bereich des Kurmainzer Amtes Starkenburg kam, wurde der Bereich des Amtes in die vier untergeordnete Amtsvogteien Heppenheim, Bensheim, Lorsch und Fürth aufgeteilt und das Amt in Oberamt umbenannt.
Walderlenbach wurde dem „Amt Heppenheim“ zugeordnet, die Gerichtsbarkeit blieb bei der „Zent Heppenheim“. Die Amtsvogtei wiederum war dem Oberamt Starkenburg im „Unteren Erzstift“ des „Kurfürstentums Mainz“ unterstellt.

### Vom 19. Jahrhundert bis heute
Das ausgehende 18. und beginnende 19. Jahrhundert brachte Europa weitreichende Änderungen. Als Folge der Napoleonischen Kriege wurde bereits 1797 das „Linke Rheinufer“ und damit der linksrheinische Teil von Kurmainz durch Frankreich annektiert. In der letzten Sitzung des Immerwährenden Reichstags in Regensburg wurde im Februar 1803 der Reichsdeputationshauptschluss verabschiedet, der die Bestimmungen des Friedens von Lunéville umsetzte, und die territorialen Verhältnisse im Heiligen Römischen Reich (Deutscher Nation) neu regelte.
Durch diese Neuordnung wurde Kurmainz aufgelöst, das Oberamt Starkenburg und mit ihm Wald-Erlenbach kam zur Landgrafschaft Hessen-Darmstadt. Das „Amt Heppenheim“ wurde als hessische Amtsvogtei weitergeführt, das Oberamt aber 1805 aufgelöst.
Im selben Jahr siedelt der Kurfürst von Mainz nach Regensburg über.
Die übergeordnete Verwaltungsbehörde war der „Regierungsbezirk Darmstadt“ der ab 1803 auch als „Fürstentum Starkenburg“ bezeichnet wurde.
In der Landgrafschaft Hessen-Darmstadt wurde mit Ausführungsverordnung vom 9. Dezember 1803 das Gerichtswesen neu organisiert. Für das Fürstentum Starkenburg wurde das „Hofgericht Darmstadt“ als Gericht der zweiten Instanz eingerichtet. Die Rechtsprechung der ersten Instanz wurde durch die Ämter bzw. Standesherren vorgenommen. Das Hofgericht war für normale bürgerliche Streitsachen Gericht der zweiten Instanz, für standesherrliche Familienrechtssachen und Kriminalfälle die erste Instanz. Übergeordnet war das Oberappellationsgericht Darmstadt. Damit hatten die „Zent Heppenheim“ und die mit ihnen verbundenen Zentgerichte endgültig ihre Funktion eingebüßt.
Unter Druck Napoleons wurde 1806 der Rheinbund gegründet, dies geschah mit dem gleichzeitigen Reichsaustritt der Mitgliedsterritorien.
Dies führte am 6. August 1806 zur Niederlegung der Reichskrone, womit das alte Reich aufhörte zu bestehen.
Am 14. August 1806 wurde die Landgrafschaft Hessen-Darmstadt, gegen Stellung hoher Militärkontingente an Frankreich und den Beitritt zum Rheinbund, von Napoleon zum Großherzogtum erhoben, anderenfalls drohte er mit Invasion.
Die Historisch-topographisch-statistische Beschreibung des Fürstenthums Lorsch, oder Kirchengeschichte des Oberrheingaues von 1812 berichtet unter dem Abschnitt. Heppenheimer Dörfer:

„Walderlenbach, ein Dörfchen von 8 Hausern und 71 Bewohnern liegt an dem Pfalzbächlein das daselbst eine Mühle treibt an den Grenzen des vormaligen Oberamtes Lindenfels und anderthalb Stunden von Heppenheim entfernt.“

Weiter wird über Heppenheim und alle sechs Filalorte berichtet:

„Alle diese Orte mit der Stadt Heppenheim enthalten 633 Wohngebäude und 4460 Bewohner. Unter letzteren sind 4383 Katholiken, 27 Lutheraner und 6 Juden. An Güthern gehören dazu 3458 Morgen Äcker, 1917 Morgen Wiesen und Waide, 678 Morgen Weinberge und 3467 Morgen Waldung. […] Der dasige (Kirschhausen) Schultheiß ist auch über die Orte Erbach, Sonderbach, Walderlenbach und Guldeklingen vorgesetzt.“

Nach der endgültigen Niederlage Napoléons regelte der Wiener Kongress 1814/15 auch die territorialen Verhältnisse für Hessen und bestätigte die Grenzen des Fürstentums Starkenburg. Darüber hinaus wurden dem Großherzogtum Hessen durch Artikel 47 weitere Gebiete zugewiesen, unter anderem Worms, Alzey, Bingen und Mainz, ein Gebiet, das als Rheinhessen bezeichnet wurde. 1815 trat das Großherzogtum dem Deutschen Bund bei. Durch das Traktat von Frankfurt vom 30. Juni 1816 trat Großherzog Ludwig infolge des Deutschen Kriegs das schon vor dem Reichsdeputationshauptschluss am 6. September 1802 besetzte Herzogtum Westfalen an den König von Preußen ab. 1816 wurden im Großherzogtum Provinzen gebildet, wobei das vorher als „Fürstentum Starkenburg“ bezeichnete Gebiet, das aus den südlich des Mains gelegenen alten hessischen und den ab 1803 hinzugekommenen rechtsrheinischen Territorien bestand, in „Provinz Starkenburg“ umbenannt wurde.
Im Jahr 1814 wurde die Leibeigenschaft im Großherzogtum aufgehoben und es erhielt mit der am 17. Dezember 1820 eingeführten Verfassung des Großherzogtums Hessen eine konstitutionelle Monarchie, in der der Großherzog aber noch große Machtbefugnisse hatte. Die noch bestehenden standesherrlichen Rechte wie Niedere Gerichtsbarkeit, Zehnten, Grundzinsen und andere Gefälle blieben aber noch bis 1848 bestehen.
1821 wurden im Rahmen einer umfassenden Verwaltungsreform die Amtsvogteien in den Provinzen Starkenburg und Oberhessen des Großherzogtums aufgelöst und Landratsbezirke für die Verwaltung und Landgerichte für die Rechtsprechung eingeführt, wobei Sonderbach dem Landratsbezirk Lindenfels zugeteilt wurde. Diese Reform ordnete auch die Verwaltung auf Gemeindeebene neu. Dabei wurde die sogenannt Vierdorf-Gemeinde mit der Bürgermeisterei in Kirschhausen eingerichtet. Dazu gehörten außerdem Walderlenbach, Sonderbach und Erbach. Entsprechend der Gemeindeverordnung vom 30. Juni 1821 gab es einen gewählten Ortsvorstand, der sich aus Bürgermeister, Beigeordneten und Gemeinderat zusammensetzte, ein staatlicher Schultheiß wurde nicht mehr eingesetzt.
Die „Statistisch-topographisch-historische Beschreibung des Großherzogthums Hessen“ berichtet 1829:

„Walderlenbach (L. Bez. Lindenfels) kath. Filialdorf liegt 2 St. von Lindenfels, 1 St. von Heppenheim, besteht aus 10 Häusern und 68 kath. Einw. Von Mainz kam der Ort 1802 an Hessen.“

1832 wurden die Einheiten ein weiteres Mal vergrößert und es wurden Kreise geschaffen. Nach der am 20. August 1832 bekanntgegebenen Neugliederung sollte es in Süd-Starkenburg künftig nur noch die Kreise Bensheim und Lindenfels geben; der Landratsbezirk von Heppenheim sollte in den Kreis Bensheim fallen. Noch vor dem Inkrafttreten der Verordnung zum 15. Oktober 1832 wurde diese aber dahingehend revidiert, dass statt des Kreises Lindenfels neben dem Kreis Bensheim der Kreis Heppenheim als zweiter Kreis gebildet wurde zu dem jetzt Wald-Erlenbach gehörte.
1842 wurde das Steuersystem im Großherzogtum reformiert und der Zehnte und die Grundrenten (Einnahmen aus Grundbesitz) wurden durch ein Steuersystem ersetzt, wie es in den Grundzügen heute noch existiert.
Im Neuestes und gründlichstes alphabetisches Lexicon der sämmtlichen Ortschaften der deutschen Bundesstaaten von 1845 findet sich folgender Eintrag:

„Walderlenbach bei Lindenfels. – Dorf, hinsichtlich der Lutheraner zur Pfarrei Rimbach, in Ansehung der Reformirten zur Pfarrei Schlierbach, und hinsichtlich der Katholischen zur Pfarrei Heppenheim gehörig. – 10 H. 68 E. – Großherzogth. Hessen. – Provinz Starkenburg. – Kreis Heppenheim. – Landgericht Lorsch. – Hofger. Darmstadt. – Der Ort ist im J. 1802 von Mainz an Hessen gekommen.“

Die gemeinsame Verwaltung von Erbach, Sonderbach und Walderlenbach durch die Bürgermeisterei in Kirschhausen wurde als „Vier-Dorf“ bekannt und hatte bis 1962 bestand, als Erbach selbständig wurde. In dieser Zeit teilte das Vierdorf auch gemeinsam die weitere Geschichte. Für weitere Einzelheiten siehe bei Geschichte Kirschhausen.
Weitere statistische Angaben über Wald-Erlenbach aus der Folgezeit sind:
Die im Dezember 1852 aufgenommenen Bevölkerungs- und Katasterlisten ergaben für Walderlenbach: Das katholische Filialdorf hatte 76 Einwohner. Die Gemarkung bestand aus 678 Morgen, davon 354 Morgen Ackerland, 84 Morgen Wiesen und 218 Morgen Wald.
In den Statistiken des Großherzogtums Hessen wurden, bezogen auf Dezember 1867, für den Wald-Erlenbach mit der Bürgermeisterei in Kirschhausen, 13 Häuser, 109 Einwohnern, der Kreis Heppenheim, das Landgericht Lorsch, die evangelisch Pfarrei Schlierbach des Dekanats Lindenfels und die katholische Pfarrei Heppenheim des Dekanats Heppenheim, angegeben.
1870 entstand die alte Schule. Mitte 1960 wurde eine katholische Kirche gebaut und am 17. Juli 1965 feierlich eingeweiht.
Im Jahr 1961 wurde die Gemarkungsgröße mit 170 ha angegeben, davon waren 58 ha Wald.
Die gemeinsame Verwaltung von Erbach, Sonderbach und Walderlenbach durch die Bürgermeisterei in Kirschhausen wurde als „Vier-Dorf“ bekannt und hatte bis 1962 bestand als Erbach selbständig wurde. Im Vorfeld der Gebietsreform in Hessen gab es Bestrebungen das Vier-Dorf wiederherzustellen und als eigene Gemeinde zu etablieren. Diese Bemühungen scheiterten aber am Widerstand des damaligen Heppenheimer Bürgermeisters Wilhelm Metzendorf und des Kreistags, sodass im Rahmen der Gebietsreform zum 1. Februar 1972 alle Orte des ehemaligen Vier-Dorfes Stadtteile von Heppenheim wurden.
Wald-Erlenbach erhielt wie alle der Orte des ehemaligen Vier-Dorfes einen eigenen Ortsbezirk mit Ortsbeirat und Ortsvorsteher nach der Hessischen Gemeindeordnung.

### Gerichte in Hessen
Mit Bildung der Landgerichte im Großherzogtum Hessen war ab 1821 das Landgericht Fürth im Landratsbezirk Lindenfels das Gericht erster Instanz.
Am 1. April 1840 erfolgte die Angliederung von Ober-Hambach, Unter-Hambach, Kirschhausen, Erbach, Sonderbach, Wald-Erlenbach und Ober-Laudenbach an das Landgericht Lorsch.
Anlässlich der Einführung des Gerichtsverfassungsgesetzes mit Wirkung vom 1. Oktober 1879 wurden die bisherigen großherzoglich hessischen Landgerichte durch Amtsgerichte an gleicher Stelle ersetzt, während die neu geschaffenen Landgerichte als Obergerichte fungierten. Dadurch kam es zur Umbenennung in Amtsgericht Lorsch und Zuteilung zum Bezirk des Landgerichts Darmstadt.
Am 1. Oktober 1934 wurde das Amtsgericht Lorsch aufgelöst und Sonderbach mit dem größten Teil des Bezirks dem Amtsgericht Bensheim zugeteilt.

### Verwaltungsgeschichte im Überblick
Die folgende Liste zeigt die Staaten und Verwaltungseinheiten, denen Wald-Erlenbach angehört(e):
- vor 1782: Heiliges Römisches Reich, Kurfürstentum Mainz, Amt Starkenburg  (1461–1650 an Kurpfalz verpfändet), Zent Heppenheim
- ab 1782: Heiliges Römisches Reich, Kurfürstentum Mainz, Unteres Erzstift, Oberamt Starkenburg, Amtsvogtei Heppenheim
- ab 1803: Heiliges Römisches Reich, Landgrafschaft Hessen-Darmstadt,[Anm. 2] Fürstentum Starkenburg, Amtsvogtei Heppenheim
- ab 1806: Großherzogtum Hessen,[Anm. 3] Fürstentum Starkenburg, Amt Heppenheim[24]
- ab 1815: Großherzogtum Hessen,[Anm. 4] Provinz Starkenburg, Amt Heppenheim
- ab 1821: Großherzogtum Hessen, Provinz Starkenburg, Landratsbezirk Lindenfels[Anm. 5]
- ab 1832: Großherzogtum Hessen, Provinz Starkenburg, Kreis Heppenheim
- ab 1848: Großherzogtum Hessen, Regierungsbezirk Heppenheim
- ab 1852: Großherzogtum Hessen, Provinz Starkenburg, Kreis Heppenheim
- ab 1871: Deutsches Reich,[Anm. 6] Großherzogtum Hessen, Provinz Starkenburg, Kreis Heppenheim
- ab 1918: Deutsches Reich, Volksstaat Hessen,[Anm. 7] Provinz Starkenburg, Kreis Heppenheim
- ab 1938: Deutsches Reich, Volksstaat Hessen, Landkreis Bergstraße[25][Anm. 8]
- ab 1945: Amerikanische Besatzungszone,[Anm. 9] Groß-Hessen, Regierungsbezirk Darmstadt, Landkreis Bergstraße
- ab 1946: Amerikanische Besatzungszone, Land Hessen, Regierungsbezirk Darmstadt, Landkreis Bergstraße
- ab 1949: Bundesrepublik Deutschland, Land Hessen, Regierungsbezirk Darmstadt, Landkreis Bergstraße
- ab 1972: Bundesrepublik Deutschland, Land Hessen, Regierungsbezirk Darmstadt, Landkreis Bergstraße, Stadt Heppenheim[Anm. 10]

## Bevölkerung

### Einwohnerstruktur 2011
Nach den Erhebungen des Zensus 2011 lebten am Stichtag dem 9. Mai 2011 in Wald-Erlenbach 696 Einwohner. Darunter waren 24 (3,4 %) Ausländer.
Nach dem Lebensalter waren 129 Einwohner unter 18 Jahren, 279 waren zwischen 18 und 49, 156 zwischen 50 und 64 und 132 Einwohner waren älter.
Die Einwohner lebten in 279 Haushalten. Davon waren 66 Singlehaushalte, 87 Paare ohne Kinder und 99 Paare mit Kindern, sowie 18 Alleinerziehende und 9 Wohngemeinschaften. In 54 Haushalten lebten ausschließlich Senioren und in 189 Haushaltungen leben keine Senioren.

### Einwohnerentwicklung
| 1806: | 71 Einwohner, 8 Häuser   |
| 1829: | 68 Einwohner, 10 Häuser  |
| 1867: | 109 Einwohner, 13 Häuser |

| Wald-Erlenbach: Einwohnerzahlen von 1806 bis 2011 | Wald-Erlenbach: Einwohnerzahlen von 1806 bis 2011 | Wald-Erlenbach: Einwohnerzahlen von 1806 bis 2011 | Wald-Erlenbach: Einwohnerzahlen von 1806 bis 2011 | Wald-Erlenbach: Einwohnerzahlen von 1806 bis 2011 |
| --- | ------------------------------------------------- | ------------------------------------------------- | ------------------------------------------------- | ------------------------------------------------- |
| Jahr |                                                   |                                                   |                                                   | Einwohner                                         |
| 1806 | 1806                                              |                                                   | 71                                                | 71                                                |
| 1829 | 1829                                              |                                                   | 68                                                | 68                                                |
| 1834 | 1834                                              |                                                   | 67                                                | 67                                                |
| 1840 | 1840                                              |                                                   | 76                                                | 76                                                |
| 1846 | 1846                                              |                                                   | 78                                                | 78                                                |
| 1852 | 1852                                              |                                                   | 76                                                | 76                                                |
| 1858 | 1858                                              |                                                   | 89                                                | 89                                                |
| 1864 | 1864                                              |                                                   | 102                                               | 102                                               |
| 1871 | 1871                                              |                                                   | 120                                               | 120                                               |
| 1875 | 1875                                              |                                                   | 117                                               | 117                                               |
| 1885 | 1885                                              |                                                   | 114                                               | 114                                               |
| 1895 | 1895                                              |                                                   | 118                                               | 118                                               |
| 1905 | 1905                                              |                                                   | 159                                               | 159                                               |
| 1910 | 1910                                              |                                                   | 154                                               | 154                                               |
| 1925 | 1925                                              |                                                   | 171                                               | 171                                               |
| 1939 | 1939                                              |                                                   | 212                                               | 212                                               |
| 1946 | 1946                                              |                                                   | 281                                               | 281                                               |
| 1950 | 1950                                              |                                                   | 291                                               | 291                                               |
| 1956 | 1956                                              |                                                   | 301                                               | 301                                               |
| 1961 | 1961                                              |                                                   | 327                                               | 327                                               |
| 1967 | 1967                                              |                                                   | 464                                               | 464                                               |
| 1970 | 1970                                              |                                                   | 465                                               | 465                                               |
| 1980 | 1980                                              |                                                   | ?                                                 | ?                                                 |
| 1990 | 1990                                              |                                                   | ?                                                 | ?                                                 |
| 2000 | 2000                                              |                                                   | ?                                                 | ?                                                 |
| 2011 | 2011                                              |                                                   | 696                                               | 696                                               |
| Datenquelle: Historisches Gemeindeverzeichnis für Hessen: Die Bevölkerung der Gemeinden 1834 bis 1967. Wiesbaden: Hessisches Statistisches Landesamt, 1968. Weitere Quellen: LAGIS; Zensus 2011 |                                                   |                                                   |                                                   |                                                   |

### Historische Religionszugehörigkeit
| 1829: | 68 katholische (= 100 %) Einwohner                                         |
| 1961: | 35 evangelische (= 10,70 %), 290 (= 88,69 %) römisch-katholische Einwohner |

## Politik
Für Wald-Erlenbach besteht ein Ortsbezirk (Gebiete der ehemaligen Gemeinde Wald-Erlenbach) mit Ortsbeirat und Ortsvorsteher nach der Hessischen Gemeindeordnung.
Der Ortsbeirat besteht zurzeit aus neun Mitgliedern. Seit den Kommunalwahlen 2021 gehören ihm ein Mitglied der SPD, ein Mitglied der IWG (Interessengemeinschaft Wald-Erlenbach) und sieben Mitglieder der CDU an.
Ortsvorsteherin ist Heidrun-Barbara Jäger (CDU).